# Турко Мирослав Пилипович

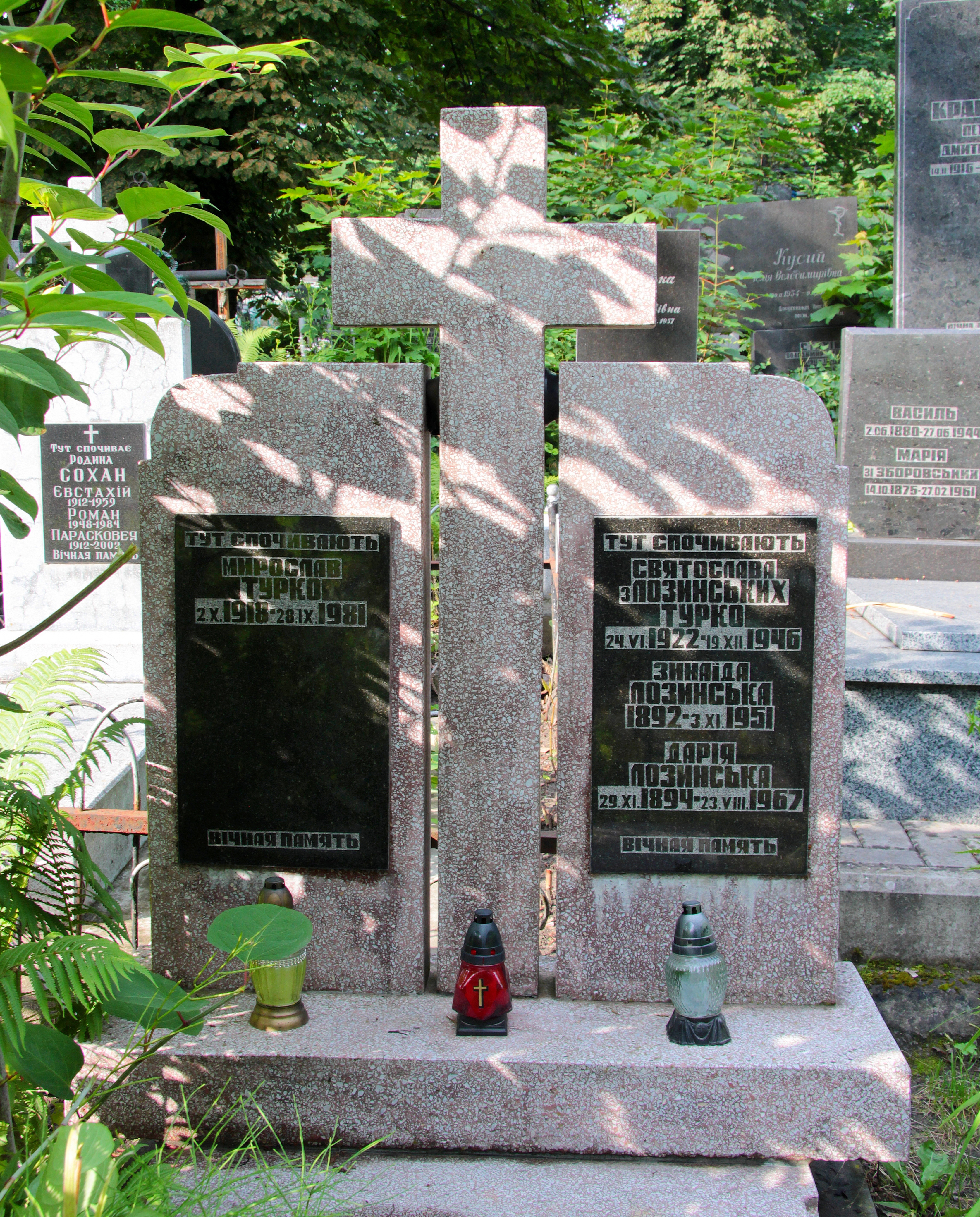

Юліан-Мирослав Пилипович Турко (2 жовтня 1918, Мостиська — 29 вересня 1981, Львів) — польський і радянський український футболіст, нападник команд «Сян» (Перемишль), «Спартак» (Львів) і ОБО (Львів), тренер команд «Сільмаш» (Львів) і ОБО (Львів).  

## Життєпис
Навчався в українській гімназії м. Перемишля, де й розпочав свої футбольні виступи. У 16 років розпочав свою футбольну кар'єру нападником клубу «Сян» із Перемишля, який разом із львівською «Україною» були найкращими українськими клубами окружної ліги довоєнної Польщі.
Любив читати, володів польською, чеською та німецькою мовами.
У воєнні роки опинився на заробітках в Австрії. У Відні пробував свої сили в найкращому австрійському футбольному клубі «Рапід». Після цього повернувся до Львова, грав за «Спартак» та ОБО (Львів). Завершив свою кар'єру гравця у команді СКА та довгі роки був тренером цього клубу. Також очолював «Авангард» (Тернопіль) та «Нафтовик» (Дрогобич) (як помічник головного тренера, 1960 рік).
Помер у Львові, похований на 22 полі Янівського цвинтаря.